# Ulises Bueno
Ulises Mauro Bueno (Córdoba, 26 de junio de 1985) es un cantante y compositor argentino de cuarteto.
Lleva editado un total de 21 álbumes. Entre sus canciones más destacadas, se encuentran: «Intento», «Dale vieja dale», «Gabriela», «Soy», «Amante tú, amante él», «Sin miedo a nada», «Ojalá»,  «Ahora mírame», «Que será», «Las alas de mi amante», «Como te atreves a volver», «Cuando quieras quiero», «Infiel», «Desordenada», «De esperar», La magia, entre otras.  
A lo largo de su carrera artística, Bueno se consagró como cantante del género del cuarteto, siendo nominado en varias ocasiones a los Premios Gardel y participado en conciertos multitudinarios como el Festival de Cosquín o el Festival de Villa María; entre otros eventos musicales importantes de Argentina.

## Biografía

### Vida personal
Ulises Bueno es padre de Alma Bueno, con quien mantiene una cercana relación, y hermano del fallecido cantante Rodrigo Bueno, cuya influencia marcó su carrera. Hijo de Betty Olave, reconocida cantante de cuarteto, Ulises creció en un entorno musical que moldeó su trayectoria. Su fe católica ha sido un pilar en su vida, llevándolo a participar en eventos benéficos como Unidos por Argentina en 2020, donde colaboró con artistas para recaudar fondos. En entrevistas, ha expresado su compromiso con causas sociales, como la campaña Córdoba sin incendios.

### Primeros años
Ulises Bueno nació y se crio en la ciudad argentina de Córdoba, hijo de Eduardo Bueno y Beatriz Olave. A la edad de ocho años, él y sus hermanos mayores, sufrieron la muerte de su padre de un infarto. Su hermano fue el también cantante Rodrigo quien falleció en el año 2000, a dos días de que Ulises cumpliera 15 años, en un accidente fatal a la edad de 27 años.

### Carrera
En 1999, Ulises Bueno lanzó su primer álbum, Yo volveré, que logró gran éxito en el circuito del cuarteto. En los años siguientes, consolidó su carrera con discos como De fiesta en fiesta (2001) y Por mi gente (2003), que lo posicionaron como una figura clave del género.
Ulises incursionó de forma profesional en el mundo de la música a comienzos de 2002, interpretando en un principio, canciones de su hermano y artistas varios, en pubs, boliches y demás lugares de diferentes ciudades de Argentina, a la vez que integraba una banda de rock, siendo el vocalista. A mediados de ese mismo año, editó su primer trabajo discográfico, titulado «Yo volveré»; siendo recibido con gran éxito, al punto que el público y los medios de comunicación, lo consideraban como el «sucesor» de su hermano; algo con lo que Ulises no estaba de acuerdo.
En 2015 lanzó el álbum «Soy» que significó un gran aumento en la popularidad de Ulises, especialmente debido a la canción «Intento» (cover del grupo español Fondo Flamenco). En diciembre de 2015 en su visita a Buenos Aires llenó un Teatro Gran Rex y un Estadio Luna Park.
En el verano de 2017, cerró la última noche de Jesús María y volvió nuevamente al Teatro Gran Rex donde agotó dos fechas. En junio del mismo año realizó su tercer show en el Estadio Luna Park En 2016, Ulises Bueno agotó entradas para su presentación en el Luna Park en solo nueve días, debido al éxito se agregó una nueva función. El 3 de diciembre finalizó su año en la provincia de Buenos Aires realizando un mega show en Tecnópolis ante 25 mil personas. En 2019, hizo una gira por [[España]]. 
En el verano de 2020, abrió la primera noche de Jesús María y brindó un show totalmente gratuito en el parque Sarmiento de Córdoba en el marco del programa “Derecho al verano” con más de 30 mil personas. En abril del mismo año Ulises cantó en Unidos por Argentina un programa que se emitió por todos los canales de aires del país para recaudar fondos para la Cruz Roja Argentina en el marco de la pandemia del COVID-19. El 28 de agosto lanzó junto a la banda de cumbia mexicana Los Ángeles Azules la canción «Ella se olvidó de mí». En septiembre Ulises Bueno fue ganador de los Premios Gardel al mejor álbum solista por «Ahora». En octubre suma su voz a la campaña “Córdoba sin incendios” para ayudar a los damnificados por los incendios que afectaron a la provincia de Córdoba. En diciembre después de 10 meses sin cantar por la pandemia del COVID-19 Ulises Bueno transmitió su ensayo por Instagram Live, también ese mismo mes estrenó su nuevo videoclip, «Ya no quiero».
En 2021, Ulises volvió a subir a los escenarios el 4 de enero en el teatro Holiday en Carlos Paz. También en ese mismo mes hizo su primer show por streaming. Además realizó shows en el Teatro Luxor y Plaza de la Música a capacidad colmada. En febrero se estrenó su segundo videoclip llamado «La piel que amaré». En mayo participó del reality La Academia, conducido por Marcelo Tinelli por el canal El Trece. En junio se festejó el cumpleaños número 36 de Ulises con un streaming totalmente gratuito por la plataforma de YouTube. En agosto Ulises hizo el primer baile con burbuja social en Córdoba luego de 17 meses. En septiembre se dio a conocer el nuevo disco Historias Cantadas 3, que fue presentado el 17 y 18 de septiembre en Forja.
En 2022 lanzó al álbum «No me pueden parar» que fue presentado el 10 de diciembre en la Plaza de la Música.
En mayo de 2023 anunció un alejamiento temporal de los escenarios para cuidar su salud. En agosto anunció que regresaría a los escenario por única vez el 30 de septiembre para brindar un show junto a Rusherking y The Big One.

#### 2024-2025: Pisando Firme y expansión internacional
En 2024, Ulises Bueno lanzó los sencillos Completamente Un Incompleto (16 de mayo) y Espectador (19 de diciembre), como adelantos de su álbum Pisando Firme, estrenado el 30 de diciembre de 2024. Este disco, que fusiona cuarteto y cumbia santafesina, incluyó colaboraciones con La K’onga (Serie Favorita, Sola pa’ mi), Los Palmeras Sabor a Poco, Cristian Castro (Hola), DesaKTa2 (Rompecabezas) y Magui Olave, alcanzando el puesto 10 en el Top Álbum Debut Global de Spotify. Ese año, realizó presentaciones en el Movistar Arena de Buenos Aires (abril y noviembre, agotando entradas) y participó en el Vibra Argentina Festival en Leganés, España (1 de junio), además de una gira por Estados Unidos en septiembre, con shows en Glendale, Miami y Nueva York.
En 2025, Bueno celebró 22 años de carrera con un concierto en el Movistar Arena (30 de noviembre) y repitió el evento Baile del Recuerdo en el Complejo Forja de Córdoba (18 de enero). También participó en el Festival Nacional de Doma y Folklore (16 de enero) y en la Arena Maipú (5 de julio), además de anunciar una nueva gira por Estados Unidos en mayo, con presentaciones en Arlington, Glendale, San Francisco, Miami, Elizabeth y Nueva York. El 17 de julio de 2025, lanzó Rompecabezas - En Vivo, un álbum en directo que incluyó su colaboración con DesaKTa2.

## Vida personal
Ulises Bueno tiene una hija, Alma Bueno.
Bueno se describe como "muy católico". En una de sus entrevistas declaró: "Soy muy católico, y en una etapa de mi vida que tuve problemas con los excesos, me aferré mucho a Dios y empecé a utilizar la cruz".

## Discografía
- 2003: Yo volveré
- 2004: Fondo blanco
- 2006: Despacio con ritmo Bueno
- 2007: Al rojo vivo
- 2008: Especialisimo (con La Fiesta y Banda Express)
- 2008: Vivo Atenas
- 2008: Unidos para siempre
- 2009: Una cuestión personal
- 2009: Vuela conmigo
- 2010: 100% Bueno
- 2010: Super 10
- 2011: Puro cuarteto
- 2011: Será cuarteto
- 2012: Ahora me toca a mi
- 2012: Imagen & voz
- 2013: Historias cantadas
- 2014: Historias cantadas 2
- 2014: En la piel
- 2015: Soy
- 2016: No me pidan que baje el volumen
- 2017: Creo
- 2019: En vivo con amigos
- 2019: Ahora
- 2021: Historias cantadas 3
- 2022: No me pueden parar
- 2023: Luna park N°12
- Completamente Un Incompleto (sencillo, 16 de mayo de 2024)
- Espectador (sencillo, 19 de diciembre de 2024)
- Pisando Firme (30 de diciembre de 2024)
- Rompecabezas - En Vivo (17 de julio de 2025)

## Colaboraciones destacadas
| Año  | Artista         | Canción                     |
| ---- | --------------- | --------------------------- |
| 2024 | La K’onga       | Serie Favorita, Sola pa’ mi |
| 2024 | Los Palmeras    | Sabor a Poco                |
| 2024 | Cristian Castro | Hola                        |
| 2025 | DesaKTa2        | Rompecabezas                |

## Premios y nominaciones
| Año  | Premio         | Álbum                | Categoría                       | Resultado |
| ---- | -------------- | -------------------- | ------------------------------- | --------- |
| 2015 | Premios Gardel | En la piel           | Mejor álbum artista de cuarteto | Ganador   |
| 2016 | Premios Gardel | Soy                  | Mejor álbum artista de cuarteto | Ganador   |
| 2017 | Premios Gardel | Creo                 | Mejor álbum artista de cuarteto | Ganador   |
| 2019 | Premios Gardel | En vivos con amigos  | Mejor álbum artista de cuarteto | Ganador   |
| 2020 | Premios Gardel | Ahora                | Mejor álbum artista de cuarteto | Ganador   |
| 2022 | Premios Gardel | Historias cantadas 3 | Mejor álbum artista de cuarteto | Ganador   |